# 京都薬品工業
京都薬品工業株式会社（きょうとやくひんこうぎょう）は、京都市中京区に本社を置く製薬会社である。

## 歴史
創業者の北尾誠二郎は1911年（明治44年）9月15日、下京区で生まれた。郁文尋常小学校を卒業後京都市立第一商業学校（京都一商、現 京都市立西京高校）に進学。薬学を志して1929年に大阪薬学専門学校（現 大阪大学大学院薬学研究科・薬学部）へ進んだ。京都帝国大学医学部附属病院（現 京都大学医学部附属病院）の薬局に勤務し、ホウ酸軟膏の滅菌に関する研究を行った。1935年、父の懇意で日本新薬社長の市野瀬潜の紹介で内務省東京衛生試験場の助手として入所。過酸化水素の安定剤やビタミンCの合成、ロベリア草から塩酸ロベリンの製造の研究などを行った。1938年、衛生兵として召集される。1940年に日本新薬に入社。駆虫薬のサントニンの製造を担当した。1942年12月、田中化学工業所を経営していた田中督憲の娘・敏子と見合い結婚。1943年12月18日に長男の恭一、1946年1月20日に次男の和彦、1948年4月10日に三男の哲郎が誕生した。
第二次世界大戦後。田中化学工業所はほとんど稼働しておらず、敏子の兄の清は工場を継がず京都繊維専門学校（現 京都工芸繊維大学）の講師をしていた。和彦が誕生した際に、誠二郎は清に、共同で製薬会社を興すことを持ち掛ける。清はこれを快諾。日本新薬在籍中に世話になった監査役の金生悦に相談したところ、金生と親交のある藤田親信を紹介された。藤田はスイスの製薬会社チバ（現 ノバルティス）の日本のプロパーを務め、薬学の知識が豊富でドイツ語も堪能であった。チバを退職したばかりの藤田は、誠二郎と意気投合する。
1946年9月5日、京都市中京区西ノ京月輪町38に、資本金15万円をもって京都薬品工業株式会社設立。北尾誠二郎と田中清が代表取締役となり、藤田は常務取締役に就いた。藤田は1951年に専務取締役、1973年に取締役副社長に就任し、1977年に退任するまで会社を支えた。田中は1977年に取締役を退任したのち、1988年まで監査役を務めた。田中化学工業所は1972年3月に閉鎖し、同年10月に田中清所有の土地1,884m2を購入した。
誠二郎は1987年8月に会長職に退き、次男の和彦が代表取締役社長に就任。2022年9月には和彦は代表取締役会長となり、和彦の長男の誠史が社長に就任している。

## 製品開発
田中化学工業所の敷地と工場の一部を借り、最初はキクイモから果糖シロップの製造と、黄柏を原料とした止瀉薬『ダルテノン錠』を手掛けた。しかし、シロップは原料のキクイモの品質や製造設備の不備、ダルテノン錠は売上の面で難航した。藤田の提案でこのシロップを、グアヤコールグリセリンエーテルを配合した咳止めシロップ剤に改めることとした。商品名は藤田により、ドイツ語で咳を表す「husten」を「閉じる」意味から、『フストジルシロップ』と名付けられ、1947年12月より販売を開始した。当初の売れ行きは伸び悩んだが、稲畑産業に勤務していた京都一商時代の友人の伝手で、同産業の医薬事業部で扱ってもらうことができた。京都薬品工業の製品は稲畑産業が一手に販売することとなり、フストジルは、1949年に注射剤・錠剤、1950年には粉末を発売した。誠二郎は、今後は大衆薬の事業展開が必要と考え、日本薬局協励会を通じて1951年4月より西日本薬品（現 日邦薬品工業）との取引を開始。フストジルシロップと同様の効果があり、グアヤコールグリセリンエーテルの頭文字から同社社長に『ジージーシロップ』と名付けられた商品の販売を開始した。1958年6月29日には、家庭麻薬製造免許を京都で初めて取得。リン酸ジヒドロコデインを配合した『ジージーコデインシロップ』を同年7月より製造販売開始した。
稲畑産業は、医薬品製造会社「日東薬品工業」を所有していた。この会社は1933年に売薬を行う「葯香社」として乙訓郡向日町（現 向日市）に設立。1939年に「厚生科学研究所」、1941年には「合名会社日東保健科学研究所」と社名を変更し、ワクチンなどの製造を行った。1946年には業績不振のため、代表者の田畑保次郎は稲畑産業に会社を買い取ってくれるよう要請。稲畑産業社長の稲畑太郎を発起人として日東薬品工業株式会社を設立し、日東保健科学研究所を吸収合併した。ワクチンのほか乳酸菌やビタミンなどの注射剤も製造したが、徐々に経営が悪化し、ついに稲畑産業も同社を手放すことになった。稲畑産業の専務から譲渡の話を持ち掛けられた誠二郎は、京都薬品工業を医療用医薬品、日東薬品工業を一般用医薬品の二本柱の事業展開を考え、1954年4月に株式を買い受けた。誠二郎は、日東薬品工業がこれまで製造していた酵母製剤『アイオミン』や乳酸菌製剤『アバタニン』のような生菌製剤に納豆菌を加えた製品を考え、整腸剤『コンチーム錠』を開発。2025年現在も販売されているロングセラー商品となった。
1958年、フストジル原末の納入先である富山県滑川市の企業から、「フストジルとアミノピリンを混合した粉末を薬包紙に包んで販売しているが、薬包紙がべたつく」とクレームを受ける。分析したところ、フストジル3分子量とアミノピリン4分子量が分子化合体を形成していることが明らかになった。さらに薬理作用を調べたところ、毒性が軽減されるとともに優れた筋弛緩作用と鎮痛作用を持つことが確認された。藤田により、筋肉を意味する「Myo」、鎮静薬を表す「Sedative」に運がつくよう「n」を加えた『ミオセダン（Myosedan）』と名付けられ、1959年1月に世界初の筋弛緩鎮痛剤『ミオセダン注射液』『ミオセダン錠』を発売。主に整形外科領域で使用された。1975年頃に日本国外で、アミノピリンが高濃度の亜硝酸イオンの存在下でニトロソ反応を生じ、発がん性の疑いのあるN-ニトロソジメチルアミンを生成するとの発表があった。これを受け、1977年9月に厚生省薬務局長は「アミノピリンを含有する医薬品の取扱いについて」の通知を出し、処方変更もしくは承認の整理を求めた。京都薬品工業はこれに応じ、ミオセダンの販売を中止したが、1960年代から1970年代中頃にかけて成長の基盤を作った。
1962年、フランスのセルヴィエより稲畑産業を通じて、肝疾患治療薬と心疾患治療薬を、日本で製造承認を取得できないかと打診があった。外国の医薬品を日本で製造するには毒性試験や薬理試験など新薬と同等の手順をとる必要があるが、当時は肝疾患の評価判定法が確立されておらず、効果の実証が困難であった。心疾患治療薬の方は塩酸トリメタジジンを有効成分とし、冠動脈拡張作用を有することから狭心症をはじめとする虚血性心疾患への有効性が期待できた。1錠1mgを1日3回投与した臨床試験は難航したが、長崎大学医学部教授の橋場邦武より「1日3回、6-9mgの増量投与により狭心症患者の自覚症状と心電図所見に改善がみられた」との報告があった。京都薬品工業研究所のほか、大学や基礎研究機関からも心仕事量減少作用、心筋代謝改善作用、心筋細胞内カリウムイオン喪失防止作用、副血行路形成促進作用、抗血小板作用などの作用機序のデータが次々に発表された。1錠当たりの用量を3mgに増量し、元々の商品名のバスタレルにドイツ語で強力を表す「forte」の頭文字を付した『バスタレルF錠』を1967年6月に厚生省に承認申請し、1968年6月に発売開始した。
昭和50年代半ばからは後発医薬品の企画・開発も行うようになる。バイエルから発売されている『アダラート』はニフェジピンを主成分としたカルシウム拮抗剤で、血管拡張薬として使用されているが、頭痛などの副作用や、ときに血圧が下降しすぎる事例もあった。1981年9月に投与量を従来の半分の5mgとした軟カプセル剤『ヘルラート・ミニ』と、10mgの『ヘルラート』を、日本商事を通じて発売した。京都薬品工業としては初の後発品であり、医療用医薬品を稲畑産業以外から発売するのも初のことであった。
1984年9月11日、京都府福知山市の長田野工業団地に、抗生物質坐剤の製造を目的とした長田野工場竣工。1985年2月に発売した『アンピレクト坐剤』『ヘルペン坐剤』はアンピシリンナトリウムを主成分とし、坐剤の剤形を採る抗生物質は世界初であった。1985年には住友製薬を通じて、インダパミドを有効成分とする降圧薬『ナトリックス錠』を発売開始。1972年の基礎研究開始から、実に13年の歳月を要して上市にこぎつけた。
1986年より、新規の降圧薬の開発を開始。1987年に日本商事、1992年からはシェリング・プラウも共同開発に参加した。8年の歳月と50億円の開発費を投じたが、認可は下りなかった。そこで、最低限の薬効と安全性が確認された候補物質を大手の製薬会社に委ねる「アライアンス方式」に方針転換する。東洋醸造（現 旭化成）にライセンス供与したセフェム剤はフェーズ3、別の大手製薬会社にライセンスした抗高脂血症薬のACAT阻害剤はフェーズ2まで進んだが、いずれも開発中止となった。新薬開発に取り組む一方、安定した収益源として22億円を投じて2004年5月に長田野工場に製剤の受託生産設備を新設。2010年8月にはさらに25億円を投資し、第3製剤棟を新設した。
1993年に規制緩和により胃腸薬のチュアブル錠の製造が可能になり、京都薬品工業が製造、ロート製薬が販売する『パンシロンNOW』を発売した。1998年に京都薬品ヘルスケア株式会社を設立。2005年には大日本製薬子会社のマルピー薬品から健康食品部門を譲り受け、京都薬品ヘルスケアではドラッグストアのプライベートブランド商品や、大手製薬会社の一般用医薬品のOEM生産を行う。